# Oklika
Oklika (starší název V oklikách) je vrchol v České republice ležící v Železných horách.

## Geomorfologické zařazení
Vrch Oklika náleží do geomorfologické oblasti Českomoravská vrchovina, celku Železné hory a podcelku Chvaletická pahorkatina.

## Poloha
Vrch Oklika se nachází jižně nad městem Chvaletice asi 11 km severovýchodně od Kutné Hory a 10 km západně od Přelouče. V rámci málo členitého hlavního hřebenu Chvaletické pahorkatiny není vrch nijak výrazný. Velmi mírné svahy přecházejí v prudší až ve vzdálenosti 0,5–1 km od vrcholu a to pouze na severní a jižní straně.

## Vodstvo
Svahy Okliky patří do povodí Labe, západní a jižní strana pak do povodí jeho levého přítoku Doubravy. Na severním svahu ve vzdálenosti asi 0,5 km pramení malý potok, který stéká kolem zahrádkářské kolonie do zářezu staré důlní úzkorozchodné dráhy na východním okraji Chvaletic, kde zaniká. Další malý potok pramenící východně od vrcholu napájí dvojici Chvaletických rybníků.

## Vegetace
Vrchol Okliky se nachází na hranici lesa. Ten je od něj na jihozápad, severovýchodní stranu zaujímá pole.

## Stavby
Přímo na vrcholu se žádné stavby nevyskytují. V severním svahu se nachází zástavba Chvaletic, ve východním svahu pak jejich místní části Hornická Čtvrť, v západním svahu leží obec Bernardov. V hloubi severovýchodního svahu se nachází rozsáhlé podzemní skladiště trhavin, od konce sedmdesátých let nepoužívané. Bývalo zásobováno výše zmíněnou úzkorozchodnou dráhou. Ve vzdálenosti asi 0,5 km severovýchodně od vrcholu se v poli nachází malý domek se vstupem do svislé větrací šachty.

## Komunikace
Přímo na vrchol Okliky žádná cesta nevede. Asi 200 metrů severně prochází silnice spojující Chvaletice s Bernardovem, ve stejné vzdálenosti jižně od vrcholu prochází lesní cesta sledovaná modře značenou turistickou trasou 1088 Bernardov – Hornická Čtvrť. O dalších asi 0,5 km jižněji prochází silnice I/2 spojující Prahu s Pardubicemi. Asi 1 km východně od vrcholu je vedena silnice Chvaletice–Čáslav.